# Franciszek Ksawery Wojciechowski
Franciszek Ksawery Wojciechowski (ur. ok. 1750 roku) – pułkownik w powstaniu kościuszkowskim, rotmistrz Pułku Nadwornego Króla w 1787 roku. Jego szwadron uciekł z pola bitwy pod Maciejowicami.